# Bake Off Famosos Argentina
Bake Off Famosos Argentina es un concurso-reality show argentino de pastelería producido por Telefe, Kocawa y Centralia, emitido por Telefe. Está basado en el programa y franquicia de televisión británico The Great British Bake Off y es la variante nacional del programa Bake Off Argentina en la que participan famosos de Argentina. Es conducido por Wanda Nara y los concursantes son evaluados por un jurado compuesto por Damián Betular, Christophe Krywonis y Maru Botana.
La primera temporada se estrenó el 30 de septiembre de 2024 y cuenta con catorce participantes famosos de Argentina. La filmación del programa tiene lugar en la localidad de San Isidro.

## Historia
En 2024, Telefe confirmó una nueva temporada del reality con participantes famosos, ahora bajo la conducción de Wanda Nara y con un jurado compuesto por Damián Betular, el regreso de Christophe Krywonis, tras su ausencia en la tercera temporada del formato de anónimos, y la incorporación de Maru Botana.
Esta temporada inició su rodaje a finales de agosto de ese mismo año con 14 participantes famosos confirmados y tenía planeado estrenarse en octubre de 2024, una vez finalizada la emisión de la tercera temporada de Survivor: Expedición Robinson. Sin embargo, debido a que el reality de supervivencia no alcanzó los números de audiencia esperados y ante el estreno del reality de convivencia Por amor o por dinero de eltrece el lunes 30 de septiembre, Telefe decidió adelantar el estreno de Bake Off Famosos para ese mismo día.

## Formato
En esta primera edición, el programa se emite en formato diario (lunes a jueves), donde cada dos o tres programas un participante es eliminado. Consiste en dos pruebas, una técnica y una creativa. En cada uno de ellos los participantes son evaluados por el jurado y, en función de los resultados obtenidos, deciden quién es el pastelero estrella del día y quién debe abandonar la competencia.
- Prueba creativa: El jurado le da a los participantes una consigna general sobre qué tipo de preparación deben elaborar.
- Prueba técnica: En este desafío se evalúa la técnica de los participantes, brindándoles una receta específica que deben reproducir con la mayor exactitud posible. En este caso, el jurado prueba las preparaciones sin saber quién las elaboró y clasifica a los participantes.

## Equipo
| Conductora/Jueces   | Temporada  |
| Conductora/Jueces   | 1          |
| ------------------- | ---------- |
| Wanda Nara          | Conductora |
| Damián Betular      | Jurado     |
| Maru Botana         | Jurado     |
| Christophe Krywonis | Jurado     |

## Participantes
| Nombre              | Procedencia  | Edad | Profesión              | Estado         | Nom. |
| ------------------- | ------------ | ---- | ---------------------- | -------------- | ---- |
| Candelaria Molfese  | Buenos Aires | 33   | Actriz y conductora    | Ganadora       | 2    |
| Camila Homs         | Buenos Aires | 27   | Modelo                 | 2° Puesto      |      |
| Camila Homs         | Buenos Aires | 27   | Modelo                 | 7.ª eliminada  | 1    |
| Verónica Lozano     | Bahía Blanca | 54   | Conductora y psicóloga | 3° Puesto      | 3    |
| Mariano Iúdica      | Buenos Aires | 54   | Conductor              | 17°eliminado   | 3    |
| Gaston Edul         | Buenos Aires | 28   | Periodista deportivo   | 16°eliminado   | 5    |
| Gaston Edul         | Buenos Aires | 28   | Periodista deportivo   | 11°eliminado   | 2    |
| Gaston Edul         | Buenos Aires | 28   | Periodista deportivo   | 3.ª eliminado  | 3    |
| Damián de Santo     | Buenos Aires | 56   | Actor                  | 15°eliminado   | 2    |
| Damián de Santo     | Buenos Aires | 56   | Actor                  | 10.ª eliminado | 7    |
| Nacho Elizalde      | Necochea     | 36   | Conductor y productor  | 14°eliminado   | 1    |
| Nacho Elizalde      | Necochea     | 36   | Conductor y productor  | 8.ª eliminado  | 3    |
| Eliana Guercio      | Lanús        | 46   | Actriz y vedette       | 13°eliminada   | 3    |
| Eliana Guercio      | Lanús        | 46   | Actriz y vedette       | 12°eliminada   | 4    |
| Callejero Fino      | Buenos Aires | 29   | Músico                 | Abandono       | 2    |
| Ángela Leiva        | Buenos Aires | 36   | Música                 | 9.ª eliminada  | 1    |
| Ángela Leiva        | Buenos Aires | 36   | Música                 | 5.ª eliminada  | 2    |
| Andrea del Boca     | Buenos Aires | 58   | Actriz y conductora    | 6.ª eliminada  | 1    |
| Marcos Milinkovic   | San Martín   | 52   | Voleibolista           | 4.° eliminado  | 2    |
| Javier Calamaro     | Buenos Aires | 59   | Músico                 | 2.° eliminado  | 1    |
| Karina Jelinek      | Villa María  | 43   | Modelo                 | 1.ª eliminada  | 1    |
|                     |              |      |                        |                |      |
| Alejandra Maglietti | Resistencia  | 39   | Abogada y conductora   | Eliminada      | -    |
| Jorgelina Aruzzi    | Caballito    | 50   | Actriz                 | Eliminada      | -    |

## Estadísticas semanales
| Candelaria | Salvada   | Salvada   | Salvada   | Salvada   | Salvada   | Salvada   | Salvada   | Salvada   | Nominada  | Nominada  | Exenta    | Salvada   | Favorita  | Salvada   | Nominada | Nominada  | Exenta    | Nominada  | Salvada   | Salvada   | Favorita  | Salvada  | Finalista | Ganadora |  |
| Camila     | Salvada   | Salvada   | Salvada   | Salvada   | Salvada   | Favorita  | Salvada   | Eliminada |           |           | Regresa   | Salvada   | Salvada   | Salvada   | Salvada  | Favorita  | Exenta    | Salvada   | Favorita  | Nominada  | Salvada   | Salvada  | Finalista | Segunda  |  |
| Verónica   | Salvada   | Nominada  | Salvada   | Favorita  | Salvada   | Nominada  | Salvada   | Salvada   | Salvada   | Nominada  | Exenta    | Salvada   | Salvada   | Nominada  | Favorita | Salvada   | Exenta    | Salvada   | Salvada   | Favorita  | Salvada   | Nominada | Tercera   |          |  |
| Mariano    | Nominado  | Salvado   | Salvado   | Nominado  | Salvado   | Salvado   | Salvado   | Salvado   | Favorito  | Nominado  | Exento    | Favorito  | Salvado   | Favorito  | Nominado | Nominado  | Exento    | Salvado   | Salvado   | Salvado   | Nominado  | Cuarto   |           |          |  |
| Gastón     | Salvado   | Nominado  | Nominado  | Eliminado |           |           |           |           |           |           | Regresa   | Nominado  | Nominado  | Eliminado |          |           | Regresa   | Salvado   | Nominado  | Nominado  | Eliminado |          |           |          |  |
| Damián     | Salvado   | Salvado   | Salvado   | Salvado   | Nominado  | Nominado  | Nominado  | Salvado   | Nominado  | Nominado  | Exento    | Nominado  | Eliminado |           |          |           | Regresa   | Favorito  | Nominado  | Eliminado |           |          |           |          |  |
| Nacho      | Salvado   | Salvado   | Salvado   | Nominado  | Salvado   | Salvado   | Favorito  | Nominado  | Eliminado |           | Regresa   | Salvado   | Salvado   | Nominado  | Nominado | Salvado   | Exento    | Nominado  | Eliminado |           |           |          |           |          |  |
| Eliana     | Nominada  | Salvada   | Favorita  | Nominada  | Salvada   | Salvada   | Salvada   | Favorita  | Salvada   | Favorita  | Exenta    | Salvada   | Nominada  | Salvada   | Salvada  | Eliminada | Regresa   | Eliminada |           |           |           |          |           |          |  |
| Callejero  | Salvado   | Favorito  | Salvado   | Salvado   | Nominado  | Salvado   | Salvado   | Nominado  | Salvado   | Ausente   | Exento    | Salvado   | Salvado   | Salvado   | Abandona |           |           |           |           |           |           |          |           |          |  |
| Ángela     | Salvada   | Salvada   | Nominada  | Salvada   | Favorita  | Eliminada |           |           |           |           | Regresa   | Eliminada |           |           |          |           | Eliminada |           |           |           |           |          |           |          |  |
| Andrea     | Salvada   | Salvada   | Salvada   | Salvada   | Salvada   | Salvada   | Eliminada |           |           |           |           |           |           |           |          |           |           |           |           |           |           |          |           |          |  |
| Marcos     | Favorito  | Salvado   | Nominado  | Salvado   | Eliminado |           |           |           |           |           | Eliminado |           |           |           |          |           | Eliminado |           |           |           |           |          |           |          |  |
| Javier     | Salvado   | Eliminado |           |           |           |           |           |           |           |           | Eliminado |           |           |           |          |           | Eliminado |           |           |           |           |          |           |          |  |
| Karina     | Eliminada |           |           |           |           |           |           |           |           |           | Eliminada |           |           |           |          |           |           |           |           |           |           |          |           |          |  |
|            |           |           |           |           |           |           |           |           |           |           |           |           |           |           |          |           |           |           |           |           |           |          |           |          |  |
| Alejandra  | No estaba | No estaba | No estaba | No estaba | No estaba | No estaba | No estaba | No estaba | No estaba | No estaba | Eliminada |           |           |           |          |           |           |           |           |           |           |          |           |          |  |
| Jorgelina  | No estaba | No estaba | No estaba | No estaba | No estaba | No estaba | No estaba | No estaba | No estaba | No estaba | Eliminada |           |           |           |          |           |           |           |           |           |           |          |           |          |  |

     Pastelero estrella.
     Pastelero con el segundo mejor desempeño.
     Pastelero con buen desempeño que pasa a la siguiente ronda.
     Pastelero con mal desempeño, pero fue salvado.
     Pastelero con mal desempeño, pero fue salvado en último lugar.
     Eliminado.
     Finalista.
     Ganador.

### Invitados
- L-Gante (episodio 4)
- Valentino, Constantino y Benedicto Lopéz (episodio 6)
- Isabella y Francesca Icardi (episodio 6)
- Zaira Nara (episodio 10)
- Donato de Santis (episodio 12)
- Claudia Villafañe, Micaela Vázquez, Carla Peterson, Romina Propato, Jessica Belén
- Lizy Tagliani (episodio 26)
- Germán Martitegui
- Iván de Pineda

## Audiencia
Bake Off Famosos salió al aire tras la emisión de la serie Margarita, que le dejó un piso de rating de 7.8 puntos. Según Kantar IBOPE, a lo largo de la emisión, superó a la competencia directa de eltrece, Por amor o por dinero, marcando picos de 12.6 puntos, obteniendo un promedio de 12.1 puntos de rating —contra 5.2 que marcó su competencia directa—, y un share de 53.9%, convirtiéndose en el programa más visto del día lunes.
En la siguiente tabla se detallan los puntos de rating obtenidos por Bake Off Famosos Argentina en cada una de sus emisiones, según datos difundidos por la empresa brasileña Kantar IBOPE. Dichos números corresponden a datos de espectadores de la Ciudad Autónoma de Buenos Aires y del Gran Buenos Aires. 
| 1  | Lunes     | 30 de septiembre | Episodio 1 - Eliminación de Karina                | 12.1 | Primero | [ 6 ]  |
| 1  | Martes    | 1 de octubre     | Episodio 2 - Eliminación de Javier                | 15.2 | Primero | [ 8 ]  |
| 1  | Miércoles | 2 de octubre     | Episodio 3                                        | 13.9 | Primero | [ 9 ]  |
| 1  | Jueves    | 3 de octubre     | Episodio 4 - Eliminación de Gastón                | 14.7 | Primero | [ 10 ] |
| 2  | Lunes     | 7 de octubre     | Episodio 5 - Eliminación de Marcos                | 13.0 | Primero | [ 11 ] |
| 2  | Martes    | 8 de octubre     | Episodio 6                                        | 13.8 | Primero | [ 12 ] |
| 2  | Miércoles | 9 de octubre     | Episodio 7 - Eliminación de Angela                | 13.4 | Primero | [ 13 ] |
| 2  | Jueves    | 10 de octubre    | Episodio 8                                        | 13.3 | Primero | [ 14 ] |
| 3  | Lunes     | 14 de octubre    | Episodio 9 - Eliminación de Andrea                | 12.9 | Primero | [ 15 ] |
| 3  | Martes    | 15 de octubre    | Episodio 10                                       | 13.7 | Primero | [ 16 ] |
| 3  | Miércoles | 16 de octubre    | Episodio 11 - Eliminación de Camila               | 13.7 | Primero | [ 17 ] |
| 3  | Jueves    | 17 de octubre    | Episodio 12                                       | 13.7 | Primero | [ 18 ] |
| 4  | Lunes     | 21 de octubre    | Episodio 13 - Eliminación de Nacho                | 10.3 | Primero | [ 19 ] |
| 4  | Miércoles | 23 de octubre    | Episodio 14                                       | 9.9  | Primero | [ 20 ] |
| 4  | Jueves    | 24 de octubre    | Episodio 15                                       | 10.9 | Primero | [ 21 ] |
| 5  | Lunes     | 28 de octubre    | Episodio 16 - Reingreso de Camila                 | 12.7 | Primero | [ 22 ] |
| 5  | Miércoles | 30 de octubre    | Episodio 17 - Reingreso de Ángela, Gastón y Nacho | 12.2 | Primero | [ 23 ] |
| 5  | Jueves    | 31 de octubre    | Episodio 18                                       | 11.1 | Primero | [ 24 ] |
| 6  | Lunes     | 4 de noviembre   | Episodio 19 - Eliminación de Ángela               | 12.7 | Primero | [ 25 ] |
| 6  | Martes    | 5 de noviembre   | Episodio 20                                       | 12.8 | Primero | [ 26 ] |
| 6  | Miércoles | 6 de noviembre   | Episodio 21 - Eliminación de Damián               | 9.8  | Primero | [ 27 ] |
| 6  | Jueves    | 7 de noviembre   | Episodio 22                                       | 12.7 | Primero | [ 28 ] |
| 7  | Lunes     | 11 de noviembre  | Episodio 23 - Eliminación de Gastón               | 12.3 | Primero | [ 29 ] |
| 7  | Martes    | 12 de noviembre  | Episodio 24                                       | 12.2 | Primero | [ 30 ] |
| 7  | Miércoles | 13 de noviembre  | Episodio 25 - Abandono de Callejero               | 11.9 | Primero | [ 31 ] |
| 7  | Jueves    | 14 de noviembre  | Episodio 26                                       | 12.7 | Tercero | [ 32 ] |
| 8  | Lunes     | 18 de noviembre  | Episodio 27 - Eliminación de Eliana               | 11.9 | Primero | [ 33 ] |
| 8  | Martes    | 19 de noviembre  | Episodio 28 - Reingreso de Damián                 | 12.0 | Cuarto  | [ 34 ] |
| 8  | Miércoles | 20 de noviembre  | Episodio 29 - Reingreso de Eliana, Gastón y Nacho | 11.3 | Primero | [ 35 ] |
| 8  | Jueves    | 21 de noviembre  | Episodio 30                                       | 11.5 | Primero | [ 36 ] |
| 9  | Lunes     | 25 de noviembre  | Episodio 31 - Eliminación de Eliana               | 11.9 | Primero | [ 37 ] |
| 9  | Martes    | 26 de noviembre  | Episodio 32                                       | 11.9 | Primero | [ 38 ] |
| 9  | Miércoles | 27 de noviembre  | Episodio 33 - Eliminación de Nacho                | 10.4 | Primero | [ 39 ] |
| 9  | Jueves    | 28 de noviembre  | Episodio 34                                       | 11.4 | Primero | [ 40 ] |
| 10 | Martes    | 3 de diciembre   | Episodio 35 - Eliminación de Damián               | 12.5 | Tercero | [ 41 ] |
| 10 | Miércoles | 4 de diciembre   | Episodio 36                                       | 10.7 | Tercero | [ 42 ] |
| 10 | Jueves    | 5 de diciembre   | Episodio 37 - Eliminación de Gastón               | 12.1 | Segundo | [ 43 ] |
| 11 | Lunes     | 9 de diciembre   | Episodio 38                                       | 12.4 | Tercero | [ 44 ] |
| 11 | Miércoles | 11 de diciembre  | Episodio 39 - Eliminación de Mariano              | 11.5 | Segundo | [ 45 ] |
| 11 | Jueves    | 12 de diciembre  | Episodio 40 - Eliminación de Veronica             | 11.1 | Segundo | [ 46 ] |

Notas
     Programa más visto.
     Programa menos visto.
1. ↑  Por estrategias de rating, dividieron el programa en dos secciones donde la segunda parte promedió 10.8 puntos.
2. ↑  Por estrategias de rating, dividieron el programa en dos secciones donde la segunda parte promedió 11.4 puntos.
3. ↑  Por estrategias de rating, dividieron el programa en dos secciones donde la segunda parte promedió 9.7 puntos.
4. ↑  Por estrategias de rating, dividieron el programa en dos secciones donde la segunda parte promedió 8.4 puntos.
5. ↑  Por estrategias de rating, dividieron el programa en dos secciones donde la segunda parte promedió 9.2 puntos.
6. ↑  Por estrategias de rating, dividieron el programa en dos secciones donde la segunda parte promedió 10.7 puntos.